# Martin Amerhauser
Martin Amerhauser (* 23. Juli 1974 in Salzburg) ist ein ehemaliger österreichischer Fußballspieler und späterer -trainer. Er spielte im Mittelfeld auf der linken Außenbahn und war für seine präzisen Flanken bekannt.

## Karriere
Seine fußballerische Laufbahn begann Amerhauser bei Austria Salzburg. Sein Name ist untrennbar verbunden mit dem denkwürdigen Europacup-Auftritt der Salzburger in der Saison 1993/94. Noch als Nachwuchsspieler erzielte er, eben erst eingewechselt, den entscheidenden Treffer zum Aufstieg gegen Sporting Lissabon im Dezember 1993. Danach war er auch in den Folgepartien bis zum Finale gegen Inter Mailand im Einsatz und Teil der ersten Meistermannschaft. Nach einer unzufriedenstellenden Herbstsaison wechselte er zur Frühjahrssaison 1995 als Leihspieler zum GAK in die 2. Division und wurde mit den Grazer Rotjacken sogleich Meister und Aufsteiger in die Bundesliga. Im Sommer 1996 kehrte er wieder zur Austria zurück und holte mit seinem Stammverein wieder die Meisterschaft. Von der Saison 1999/2000 bis zum Sommer 2009 spielte Amerhauser wieder für die Grazer Athletiker und war somit Teil der erfolgreichsten GAK-Ära, in der man einen Meistertitel, drei Cupsiege und zwei Supercupsiege feiern konnte und zudem ständig in den Europacupbewerben im Einsatz war. Zuletzt war er von der Saison 2007/08 weg – nach dem Zwangsabstieg des GAK aus der Bundes- – in der Regionalliga Mitte im Einsatz. Ab Sommer 2009 fungierte er noch bis Ende des Jahres als Co-Trainer, kehrte ab Jänner 2010 jedoch für den FC Lankowitz wieder auf das Spielfeld zurück und spielte dort bis zur Winterpause 2010/11.
In weiterer Folge wurde er Cheftrainer beim Regionalligisten SC Weiz. Diesen verließ er im Sommer 2012 wieder und wurde Co-Trainer von Ante Šimundža beim Grazer AK. Mit dem Rauswurf von Šimundža vier Monate später endete auch Amerhausers Zeit beim GAK wieder. Im Anschluss war er von Dezember 2012 bis Mai 2014 Trainer des ASK Voitsberg in der steirischen Landesliga. In der Zwischenzeit wurde er im Dezember 2013 sportlicher Leiter am LAZ Weiz und ist in dieser Funktion noch heute (Stand: 2025) tätig.
Seit Mai 2002 ist Amerhauser im Besitz der ÖFB-D-Trainerlizenz. Im August 2008 folgte die UEFA-A-Lizenz, gefolgt von der UEFA-Elitejunioren-A-Lizenz im Oktober 2018. Daneben nahm er auch an unzähligen Fortbildungen und Lehrgängen teil.

## Nationalmannschaft
Martin Amerhauser hatte zwölf Einsätze in der österreichischen Nationalmannschaft, in denen er drei Tore erzielen konnte. Er gehörte auch zum ÖFB-Kader für die Fußball-Weltmeisterschaft 1998 in Frankreich, kam dort aber nicht zum Einsatz. 2004 konnte er im ÖFB-Jubiläumsspiel gegen Deutschland den Ehrentreffer zum 1:3 beisteuern.